# Салоа
Салоа (порт. Saloá) — муниципалитет в Бразилии, входит в штат Пернамбуку. Составная часть мезорегиона Сельскохозяйственный район штата Пернамбуку. Входит в экономико-статистический микрорегион Гараньюнс. Население составляет 15 131 человек на 2006 год. Занимает площадь 338 км².

## Статистика
- Валовой внутренний продукт на 2006 год составляет 35 607 000 реалов (данные: Бразильский институт географии и статистики).
- Валовой внутренний продукт на душу населения на 2006 год составляет 2353,25 реалов (данные: Бразильский институт географии и статистики).